# 2006 ワールド・ベースボール・クラシック オランダ代表
2006 ワールド・ベースボール・クラシック オランダ代表（2006 - オランダだいひょう）は、2006年に開催された第1回ワールド・ベースボール・クラシックに出場した、野球のオランダ代表チームである。

## 経緯
オランダ本土出身者に加え、オランダ領アンティルやアルバ出身の選手がチームに入った。オランダの国内リーグであるホーフトクラッセの選手を中心にメジャーリーグベースボールやマイナーリーグ、リーガ・メヒカーナ・デ・ベイスボル（メキシコ夏季リーグ）など様々なリーグの選手で構成されている。メジャーリーガーを多数揃えたプエルトリコや、五輪で3度の金メダルを獲得した「アマチュア最強軍団」キューバに敗れ第1ラウンドで姿を消した。
監督はロバート・エーンホーン。最終戦でシャイロン・マルティスが大会史上初のノーヒットノーランを達成した。

## 最終成績
第1ラウンド敗退（大会通算成績：1勝2敗）

### 第1ラウンド
POOL C で1勝2敗。3位となり敗退。
- 3月8日：プエルトリコ戦（ヒラム・ビソーン・スタジアム / 3時間29分 / 15,570人）

|                     | 1 | 2 | 3 | 4 | 5 | 6 | 7 | 8 | 9 | R | H  | E |
| ------------------- | - | - | - | - | - | - | - | - | - | - | -- | - |
| プエルトリコ（2勝） | 1 | 0 | 1 | 1 | 0 | 2 | 2 | 0 | 1 | 8 | 14 | 4 |
| オランダ（1敗）     | 0 | 0 | 0 | 1 | 2 | 0 | 0 | 0 | 0 | 3 | 5  | 1 |

1. 勝利：オーランド・ロマン（1勝）
2. 敗戦：ジェイアー・ジャージェンス（1敗）

5回裏に一旦は同点に追いついたが、直後にホセ・バレンティンの犠飛などで2点を勝ち越され、その後も7回と9回に失点。3－8で初戦を落とした。
- 3月9日：キューバ戦（ヒラム・ビソーン・スタジアム / 3時間19分 / 7,657人）

|                 | 1 | 2 | 3 | 4 | 5 | 6 | 7 | 8 | 9 | R  | H  | E |
| --------------- | - | - | - | - | - | - | - | - | - | -- | -- | - |
| キューバ（2勝） | 2 | 0 | 0 | 4 | 0 | 0 | 4 | 0 | 1 | 11 | 16 | 1 |
| オランダ（2敗） | 0 | 0 | 0 | 0 | 0 | 2 | 0 | 0 | 0 | 2  | 5  | 3 |

1. 勝利：オルマリ・ロメロ（1勝）
2. セーブ：ヤデル・マルティ（2S）
3. 敗戦：ディエゴマー・マークウェル（1敗）

初回にユリエスキ・グリエルの適時二塁打などで2点の先制を許すと、4回と7回にはそれぞれ4失点。大敗を喫し、1戦を残して第1ラウンド敗退が決まった。
- 3月10日：パナマ戦（ヒラム・ビソーン・スタジアム / 2時間18分 / 6,337人）

|                    | 1 | 2 | 3 | 4 | 5 | 6 | 7 | 8 | 9 | R  | H  | E |
| ------------------ | - | - | - | - | - | - | - | - | - | -- | -- | - |
| オランダ（1勝2敗） | 5 | 0 | 1 | 1 | 3 | 0 | 0 | - | - | 10 | 17 | 1 |
| パナマ（3敗）      | 0 | 0 | 0 | 0 | 0 | 0 | 0 | - | - | 0  | 0  | 3 |

1. 勝利：シャイロン・マルティス（1勝）
2. 敗戦：ミゲル・ゴメス（1敗）

18歳のシャイロン・マルティスが大会史上初のノーヒットノーランを達成。第1ラウンドの球数制限65球ちょうどで7回を抑えると、打線が10点を奪いコールドゲームになるという幸運もあり、快挙を達成した。

## 代表選手
以下が代表選手であり、所属は同大会期間中のものとする。
| ポジション | 背番号 | 氏名                         | 所属球団                             | 投 | 打 | 備考 |
| ---------- | ------ | ---------------------------- | ------------------------------------ | -- | -- | ---- |
| 監督       |        | ロバート・エーンホーン       |                                      |    |    |      |
| コーチ     |        | ボブ・ウェルチ               |                                      |    |    |      |
| 投手       | 3      | ロビン・ファンドーンスピーク | SV ADO                               | 右 | 右 |      |
| 投手       | 10     | ケニー・バーケンボッシュ     | ジェームスタウン・ジャマーズ         | 右 | 右 |      |
| 投手       | 13     | ミヒール・ファンカンペン     | コレンドン・キンヘイム               | 右 | 右 |      |
| 投手       | 14     | デーブ・ドライハー           | コニカミノルタ・ピオニールス         | 右 | 右 |      |
| 投手       | 16     | カルビン・マドゥロ           | DOORネプテューヌス                   | 右 | 右 |      |
| 投手       | 19     | ロブ・コルデマンス           | SV ADO                               | 右 | 右 |      |
| 投手       | 31     | アレクサンダー・スミット     | エリザベストン・ツインズ             | 左 | 左 |      |
| 投手       | 34     | ニック・ストイフバーゲン     | ミスターコッカーHCAW                 | 右 | 右 |      |
| 投手       | 36     | ディエゴマー・マークウェル   | DOORネプテューヌス                   | 左 | 左 |      |
| 投手       | 39     | シャイロン・マルティス       | スコッツデール・ジャイアンツ         | 右 | 右 |      |
| 投手       | 40     | グレゴリー・グスティナ       | DOORネプテューヌス                   | 左 | 左 |      |
| 投手       | 45     | ジェイアー・ジャージェンス   | ウエストミシガン・ホワイトキャップス | 右 | 右 |      |
| 投手       | 47     | デビッド・バーグマン         | コレンドン・キンヘイム               | 右 | 右 |      |
| 捕手       | 15     | マイケル・ベナー             | SV ADO                               | 右 | 右 |      |
| 捕手       | 24     | シドニー・デヨング           | ミスターコッカーHCAW                 | 右 | 右 |      |
| 捕手       | 33     | カイロン・イセニア           | モンゴメリー・ビスケッツ             | 右 | 右 |      |
| 内野手     | 1      | ユレンデル・デキャスター     | インディアナポリス・インディアンズ   | 右 | 右 |      |
| 内野手     | 4      | ヘインリー・スタティア       | オレム・オウルズ                     | 右 | 両 |      |
| 内野手     | 8      | マイケル・ダースマ           | コニカミノルタ・ピオニールス         | 右 | 右 |      |
| 内野手     | 12     | シャーノル・アドリアーナ     | トルネロス・デ・サン・ルイス         | 右 | 右 |      |
| 内野手     | 17     | クルト・スミス               | インスタント・ホラントA90            | 右 | 右 |      |
| 内野手     | 26     | ペルシー・イセニア           | SV ADO                               | 右 | 右 |      |
| 内野手     | 30     | ライリー・レヒト             | DOORネプテューヌス                   | 右 | 右 |      |
| 内野手     | 35     | ランドール・サイモン         | ポトロス・デ・ティファナ             | 左 | 左 |      |
| 外野手     | 7      | ハービー・モンテ             | SV ADO                               | 左 | 左 |      |
| 外野手     | 18     | ダーク・ファンクルースター   | コレンドン・キンヘイム               | 左 | 左 |      |
| 外野手     | 21     | ジーン・キングセール         | アムステルダム・パイレーツ           | 右 | 右 |      |
| 外野手     | 23     | ジョニー・バレンティナ       | DOORネプテューヌス                   | 右 | 右 |      |
| 外野手     | 25     | アンドリュー・ジョーンズ     | アトランタ・ブレーブス               | 右 | 右 |      |
| 外野手     | 27     | ダニー・ロンブリー           | コレンドン・キンヘイム               | 右 | 右 |      |